# 只見徹
只見 徹（ただみ てつ、1879年（明治12年）12月3日 - 1952年(昭和27年）7月28日は、日本の商学者。高岡高等商業学校創立委員として同校創立にあたり、初代校長を経て、第7代長崎高等商業学校校長。

## 人物・経歴
埼玉県栗橋町（現久喜市）出身。1901年高等商業学校（現一橋大学）卒業。英米独留学、滋賀や愛媛の県立商業学校教諭、大阪市立高等商業学校教授、山口高等商業学校教授、福島高等商業学校教授を歴任し、1924年に高岡高等商業学校創立委員となり文部省の仮創立事務所で創立作業を進め、同年同校初代校長に就任。1930年から長崎高等商業学校校長。1936年初代長崎ロータリークラブ会長。1941年退官、長崎高等商業学校名誉教授。

## 栄典
- 1904年 従七位[10]
- 1921年 正五位[11]
- 1937年 従三位[12]
- 1941年 正三位[13]
- 1941年 紀元二千六百年祝典記念章[14]